# Antoni Brzozowski (1888–1940)
Antoni Brzozowski (ur. 20 października?/1 listopada 1888 w Słobódce k. Bobrujska, zm. wiosną 1940 w Katyniu) – major uzbrojenia inżynier Wojska Polskiego, obywatel ziemski, ofiara zbrodni katyńskiej.

## Życiorys
Urodził się w rodzinie Michała i Walerii z Kwiatkowskich. Powołany do armii rosyjskiej walczył w I wojnie światowej. W Wojsku Polskim od 1918. W 1920 w 13 pułku artylerii polowej, wraz z pułkiem walczył na frontach wojny 1920 r. W 1923 w stopniu kapitana (starszeństwo z dniem 19 czerwca 1919 i 194. lokatą w korpusie oficerów artylerii) pełnił obowiązki dowódcy II dywizjonu 13 pułku artylerii polowej. W 1924 awansował do stopnia majora (ze starszeństwem z dniem 15 sierpnia 1924 i 87 lokatą) i został dowódcą II dywizjonu 13 pap. Z dniem 1 września 1925 został przesunięty na stanowisko kwatermistrza pułku, a w listopadzie 1927 na stanowisko dowódcy II dywizjonu. W kwietniu 1929 został przeniesiony macierzyście z 13 pap do kadry oficerów artylerii z równoczesnym przeniesieniem służbowym do Wojskowego Instytutu Gazowego na stanowisko kierownika pracowni artyleryjskiej. Później został przeniesiony do korpusu  oficerów uzbrojenia. Od 1935 w stanie spoczynku. 
W okresie międzywojennym pracował jako kierownik działu artylerii Wojskowego Instytutu Przeciwgazowego. Mieszkał w Warszawie.
W czasie kampanii wrześniowej 1939, po agresji ZSRR na Polskę, w nieznanych okolicznościach wzięty do niewoli sowieckiej. W grudniu 1939 był na liście jeńców obozu w Kozielsku. Między 3 a 5 kwietnia 1940 przekazany do dyspozycji naczelnika smoleńskiego obwodu NKWD – lista wywózkowa bez numeru z 5 kwietnia 1940. Między 4 a 7 kwietnia 1940 został zamordowany w lesie katyńskim przez funkcjonariuszy Obwodowego Zarządu NKWD w Smoleńsku oraz pracowników NKWD przybyłych z Moskwy na mocy decyzji Biura Politycznego KC WKP(b) z 5 marca 1940. Ofiary tej zbrodni grzebano w bezimiennych mogiłach zbiorowych, gdzie od 28 lipca 2000 mieści się oficjalnie Polski Cmentarz Wojenny w Katyniu. W miejscu tym prowadzone były ekshumacje i prace archeologiczne. W 1943 jego ciało zostało zidentyfikowane w toku ekshumacji nadzorowanych przez Niemców pod numerem 2122 (raport dzienny z 15 maja 1943), a przy zwłokach znaleziono: leg. ofic., przepustkę, ks. oszcz. PKO, wizytówki, fotografie, świad. szczep. w Kozielsku Nr. 2113, adres zam. Warszawa, Czerwonego Krzyża 9 oraz listę z nazwiskami. Figuruje na liście Komisji Technicznej PCK pod numerem 02122.

## Ordery i odznaczenia
- Krzyż Walecznych (dwukrotnie)[8]
- Złoty Krzyż Zasługi (dwukrotnie: po raz pierwszy 10 listopada 1928[19])

## Upamiętnienie
5 października 2007 minister obrony narodowej Aleksander Szczygło mianował go pośmiertnie na stopień podpułkownika. Awans został ogłoszony 9 listopada 2007 w Warszawie, w trakcie uroczystości „Katyń Pamiętamy – Uczcijmy Pamięć Bohaterów”.
Dąb Pamięci – drzewo posadzone w ramach akcji „Katyń... pamiętamy” / „Katyń... Ocalić od zapomnienia”, przez Stowarzyszenie Forum Polskie Stowarzyszenie „Na Chełmskiej”, ul Lwowska, Chełm. Certyfikat nr 000507/000331/WE/2008.